# SMS Irene
El SMS Irene fue un crucero protegido o Kreuzerkorvette de la Kaiserliche Marine (Armada imperial alemana) botado el 23 de julio de 1887 en los astilleros AG Vulcan de Stettin. El crucero recibía su nombre en honor a la princesa Irene de Hesse-Darmstadt, cuñada del Kaiser  Guillermo II de Alemania. El SMS Prinzess Wilhelm fue el único buque adicional construido según su diseño.

## Características
Fue el líder de una clase de dos cruceros protegidos, y el primero de la Kaiserliche Marine en ser construida sin arboladura para velas. Estaba diseñado para desempeñar sus funciones tanto en el Atlántico, como en el Pacífico.
Su tripulación era de 365 hombres, con un desplazamiento de 4300 t, podía alcanzar una velocidad máxima de 18 nudos. Su armamento original, compuesto por 14 cañones de 150 mm, 6 cañones de revolver de 37 mm y 3 tubos lanzatorpedos de 350 mm, fue modificado en 1893 a 4 cañones de tiro rápido de 150 mm, 8 cañones de tiro rápido de 105 mm y 6 cañones de tiro rápido de 50 mm.

## Historial
En 1890 se encontraba en el Mediterráneo bajo el mando del hermano del emperador, el príncipe Enrique.
A comienzos de junio de  1894 durante la Primera guerra sino-japonesa, las principales potencias navales, incrementaron sus fuerzas navales estacionadas en el este asiático. En febrero de 1895 el SMS Irene arribó a Tschifu (Yantai), China. Bajo el mando del vicealmirante Paul Hoffmann como buque insignia de la escuadra alemana del este asiático (Ostasiengeschwader).
Sus principales operaciones, fueron en el este asiático, especialmente en Filipinas y durante la Rebelión de los Boxer. En 1913 fue convertido en buque-cuartel para tripulaciones de u-boat, y fue desguazado en 1921.